# یان مستارت
یان مستارت (زاده ۱۴۷۵ - درگذشته ۱۵۵۵ میلادی) نقاش هلندی بود. بیشتر کارهای او چهره‌نگاری درباری و نگارگری موضوع های مذهبی است. مشهورترین اثر او چشم‌انداز کشف آمریکا می باشد.

## نگارخانه

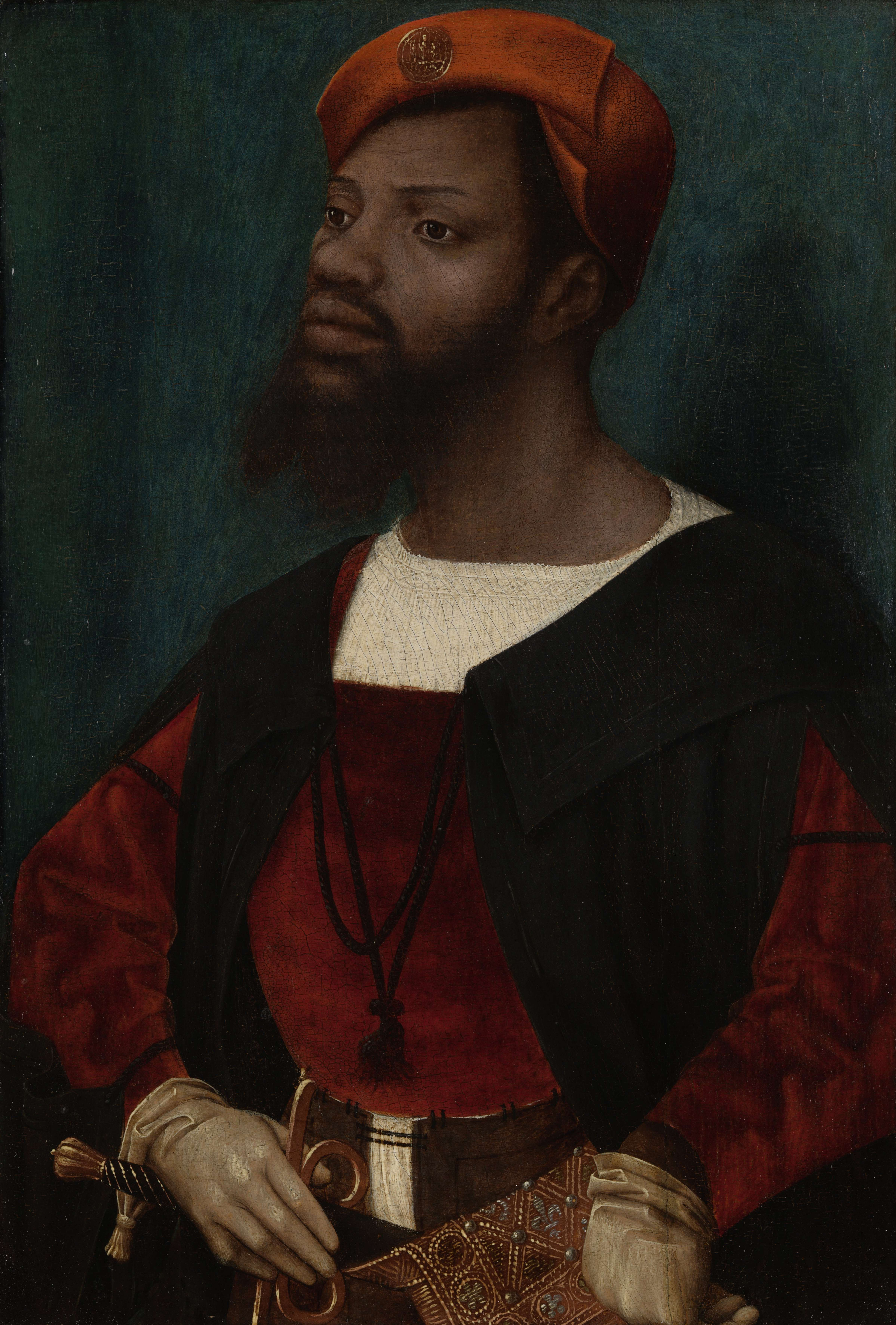
مرد آفریقایی
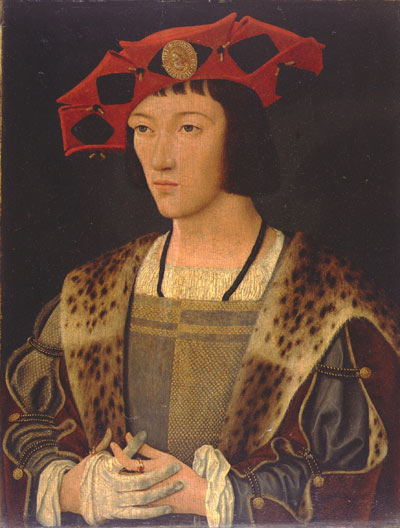
پرتره کورتیر
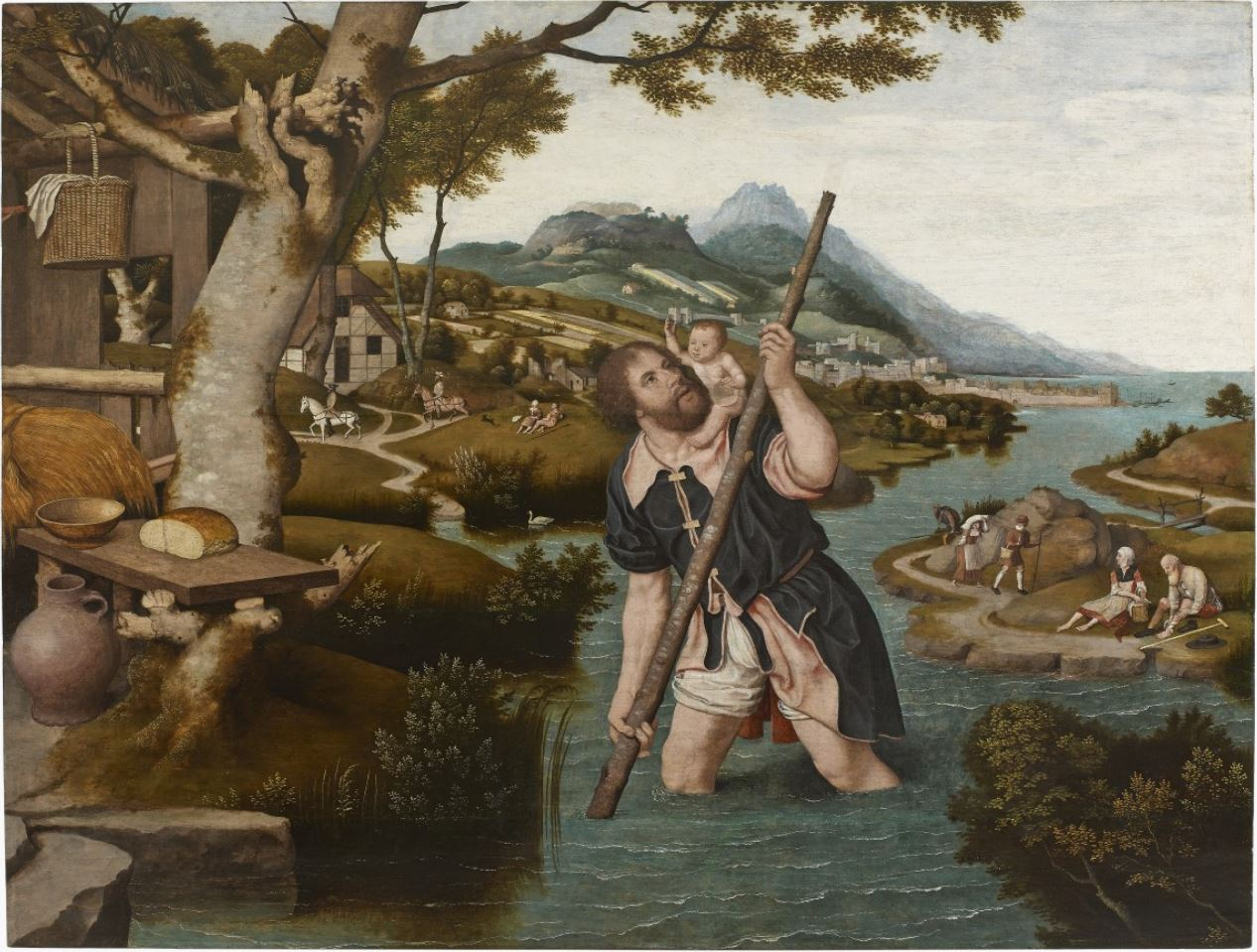
کریستوفر